# Editoriale Cosmo
L'Editoriale Cosmo è una casa editrice di fumetti e romanzi italiana fondata il 17 ottobre del 2012 a Reggio nell'Emilia.

## Storia
Reggiana di nascita, ma con sede operativa a Bologna, la casa editrice esordì traducendo e pubblicando per l'Italia bande dessinée di nazionalità franco-belga per poi, successivamente, ampliare i propri cataloghi introducendo anche fumetti italiani, adottando per la maggior parte delle proprie pubblicazioni il classico formato bonellide dell'editore Bonelli, ma con una foliazione variabile, arrivando in alcuni casi anche a una foliazione di quasi trecento pagine.
Con il motto più spazio all'avventura, la casa editrice pubblica svariati generi, ognuno dei quali diviso per tematica con una collana a sé dedicata, riconoscibile poiché etichettata con un colore che viene utilizzato come colore di sfondo nel dorso (o costina) dei volumi pubblicati all'interno della collana stessa.
Le collane che compongono il parco di testate proposte dalla casa editrice sono: gialla, blu, rossa, nera, verde, grigia, marrone, arancione, color, color extra, color USA, books, almanacco, pocket, paperback, gli albi e noir. Queste collane sono nate più o meno contemporaneamente durante il primo triennio dalla sua fondazione tra il 2012 e il 2015.
Nell'agosto 2013 la casa editrice ha annunciato la volontà di avviare una nuova collana, Books, che si differenzia dalle altre per i contenuti dei volumi a colori con copertine cartonate, destinata alle librerie. Sono datate 2014 le collane Almanacco e Pocket, mentre nel 2015 sono nate le collane Weird Tales, Paperback, Gli albi della Cosmo e Noir, avviate per ampliare i formati e i generi dei propri prodotti.

## Pubblicazioni
Le varie serie dell'Editoriale Cosmo sono di seguito elencate in ordine cronologico per data di pubblicazione.

### Serie Gialla
La serie, contraddistinta dal dorso giallo, è dedicata alla pubblicazione del genere western e all'avventura più classica. Il formato è in stile bonellide (16x21). I disegni sono in bianco e nero o a colori. La paginatura si aggira all'incirca sulle 100 unità (solitamente due episodi per ogni albo). Tale collana ha esordito il 17 ottobre 2012 con la pubblicazione della serie Lester Cockney. All'interno della Collana Gialla è stata costituita una sotto-collana intitolata West - Fumetti di frontiera. Compongono la collana le seguenti pubblicazioni:
1. Lester Cockney (5 volumi, ottobre 2012 - agosto 2013) di Franz (sceneggiatura e disegni).
2. Black Hills (serie contenuta nella sotto-collana West - Fumetti di frontiera, 2 volumi, gennaio 2013 - in corso) di Yves Swolfs (sceneggiatura) e Marc-Renier (disegni).
3. I pionieri (serie contenuta nella sotto-collana West - Fumetti di frontiera, 2 volumi, 16 aprile 2013 - 14 maggio 2013) di Christian Rossi (sceneggiatura e disegni).
4. Durango (1 volume[1], 11 giugno 2013 - in corso) di Yves Swolfs (sceneggiatura e disegni) e Thierry Girod (disegni).
5. I pionieri del nuovo mondo (serie contenuta nella sotto-collana West - Fumetti di frontiera, 9 volumi, 27 agosto 2013 - in corso) di Jean-François Charles (sceneggiatura e disegni), Maryse Charles (sceneggiatura) ed Ersel (disegni).
6. Bouncer (4 volumi, 12 novembre 2013 - in corso) di Alejandro Jodorowsky (sceneggiatura) e François Boucq (disegni).
7. I guerriglieri (serie contenuta nella sotto-collana West - Fumetti di frontiera, volume unico, 11 febbraio 2014) di Miguel Cussó (sceneggiatura) e Jesús Blasco (disegni).
8. Los Gringos (serie contenuta nella sotto-collana West - Fumetti di frontiera, 3 volumi, 10 giugno 2014 - 19 agosto 2014) di Jean-Michel Charlier (sceneggiatura), Guy Vidal (sceneggiatura) e Víctor de la Fuente (disegni).
9. Death Mountains (serie contenuta nella sotto-collana West - Fumetti di frontiera, volume unico, gennaio 2015) di Christophe Bec (sceneggiatura) e Daniel Brecht (disegni).
10. Mille volti (serie contenuta nella sotto-collana West - Fumetti di frontiera, 2 volumi, febbraio 2015 - in corso) di Philippe Thirault (sceneggiatura), Marc Malès (disegni) e Mario Janni (disegni).
11. Il nuovo mondo (serie contenuta nella sotto-collana West - Fumetti di frontiera, 1 volume, 7 aprile 2015 - in corso) di Denis-Pierre Filippi (sceneggiatura) e Gilles Mezzomo (disegni).
12. Pendaglio da forca (serie contenuta nella sotto-collana West - Fumetti di frontiera, 2 volumi, 6 maggio 2015 - 9 giugno 2015) di François Capuron (sceneggiatura), Fred Duval (sceneggiatura) e Fabrice Jarzaguet (disegni).

### Serie Blu
La serie, contraddistinta dal dorso blu, è dedicata alla pubblicazione dei generi fantascientifico e thriller. Il formato è in stile bonellide (16x21). I disegni sono in bianco e nero. La paginatura si aggira all'incirca sulle 100 unità (solitamente due episodi per ogni albo). Tale collana ha esordito il 7 novembre 2012 con la pubblicazione della serie Voyager. Compongono la collana le seguenti pubblicazioni:
1. Voyager (6 volumi, 7 novembre 2012 - marzo 2013) di Pierre Boisserie (sceneggiatura), Éric Stalner (sceneggiatura e disegni), Marc Bourgne (disegni), Lucien Rollin (disegni), Siro (disegni), Éric Lambert (disegni) ed Éric Liberge (disegni). Numero progressivo serie 1-2-3-4-5-6
2. Masquerouge (5 volumi, 16 aprile 2013 - 27 agosto 2013) di Patrick Cothias (sceneggiatura), André Juillard (disegni) e Marco Venanzi (disegni). Numero progressivo serie 7-8-9-10-11
3. Lo sparviero (1 volume[2], 6 settembre 2013 - in corso) di Patrice Pellerin (sceneggiatura e disegni). Numero progressivo serie 12
4. Il decalogo (4 volumi, 4 ottobre 2013 - 14 gennaio 2014) di Frank Giroud (sceneggiatura), Béhé (disegni), Giulio De Vita (disegni), Jean-François Charles (disegni), Tomaz Lavric (disegni), Bruno Rocco (disegni), Alain Mounier (disegni), Paul Gillon (disegni), Lucien Rollin (disegni), Michel Faure (disegni) e Franz (disegni). Numero progressivo serie 13-14-15-16
5. Snowpiercer (volume unico, 14 febbraio 2014) di Jacques Lob (sceneggiatura), Benjamin Legrand (sceneggiatura) e Jean-Marc Rochette (disegni). Numero progressivo serie 17
6. Malemort (3 volumi, 20 marzo 2014 - 21 maggio 2014) di Éric Stalner (sceneggiatura e disegni). Numero progressivo serie 18-19-20
7. Frank Lincoln (3 volumi, 18 giugno 2014 - in corso) di Serge Perrotin (sceneggiatura), Marc Bourgne (sceneggiatura e disegni) ed Eillam (disegni). Numero progressivo serie 21-22-23
8. Gil St André (1 volume, 17 settembre 2014 - in corso) di Jean-Charles Kraehn (sceneggiatura e disegni) e Sylvain Vallée (disegni). Numero progressivo serie 24
9. Vlad (4 volumi, 22 ottobre 2014 - 17 dicembre 2014) di Yves Swolfs (sceneggiatura) e Griffo (disegni). Numero progressivo serie 25-26-27
10. Nosferatu (volume unico, 21 gennaio 2015) di Olivier Peru (sceneggiatura) e Stefano Martino (disegni). Numero progressivo serie 28
11. Sangue di drago (4 volumi, 25 febbraio 2015 - in corso) di Jean-Luc Istin (sceneggiatura e disegni), Guy Michel (disegni) e Stéphane Créty (disegni). Numero progressivo serie 29-30-31-32
12. L'ultimo troiano (3 volume, 19 giugno 2015 - in corso) di Valérie Mangin (sceneggiatura) e Thierry Démarez (disegni). Numero progressivo serie 33-34-35
13. Il Ciclo di Nibiru (1 volume - settembre 2015 - ?) di Izu (sceneggiatura) e Moreau Mathieu (disegni) - Numero progressivo serie 36
14. U-Boot (2 volumi - ottobre 2015 -?) di Delitte Jean-Yves (disegni) - Numero progressivo serie 37-38
15. Snowpiercer - Terminus (2 volumi - dicembre 2015) di Jacques Lob (sceneggiatura) e Jean-Marc Rochette (disegni) - Numero progressivo serie 39-40
16. Wunderwaffen (5 volumi) - Numero progressivo serie 41-42 e 47-48 e 62
17. La Compagnia dell'Inferno (2 volumi) - Numero progressivo serie 43-44
18. Il Clan delle Chimere (2 volumi) - Numero progressivo seri 45-46

### Collana Rossa
La collana, contraddistinta dal dorso rosso, è dedicata alla pubblicazione del genere storico. Il formato è in stile bonellide (16x21). I disegni sono in bianco e nero o a colori. La paginatura si aggira all'incirca sulle 100 unità (solitamente due episodi per ogni albo). Tale collana ha esordito il 15 novembre 2012 con la pubblicazione della serie Giacomo C. Compongono la collana le seguenti pubblicazioni:
1. Giacomo C. (7 volumi, 15 novembre 2012 - 7 maggio 2013) di Jean Dufaux (sceneggiatura) e Griffo (disegni).
2. Dampierre (5 volumi, 4 giugno 2013 - in corso) di Yves Swolfs (sceneggiatura e disegni), Pierre Legein (sceneggiatura e disegni) e Frédéric Delzant (disegni).
3. Black Crow (4 volumi, 5 novembre 2013 - in corso) di Jean-Yves Delitte (sceneggiatura e disegni).
4. I sentieri di Malefosse (7 volumi, 7 gennaio 2014 - in corso) di Daniel Bardet (sceneggiatura), François Dermaut (disegni) e Brice Goepfert (disegni).
5. I pirati di Barataria (3 volumi, 8 aprile 2014 - in corso) di Franck Bonnet (sceneggiatura e disegni) e Marc Bourgne (sceneggiatura e disegni).
6. I dieci (3 volumi, 9 ottobre 2014 - in corso) di Éric Stalner (sceneggiatura e disegni).
7. Josse Beauregard (1 volume, 8 gennaio 2015 - in corso) di Thomas Mosdi (sceneggiatura) e Majo (disegni).
8. Vinci (volume unico, 7 maggio 2015) di Didier Convard (sceneggiatura) e Gilles Chaillet (disegni).
9. Cacciatori di reliquie (1 volume, 6 giugno 2015 - in corso) di Koldo (sceneggiatura) e Ángel Unzueta (disegni).

### Collana Nera
La collana, contraddistinta dal dorso nero, è dedicata alla pubblicazione di singole one-shot di vario genere. Il formato è in stile bonellide (16x21). I disegni sono in bianco e nero o a colori. La paginatura ha unità variabile (solitamente tre o più episodi per ogni albo). Tale collana ha esordito il 20 marzo 2013 con la pubblicazione del volume Il vampiro di Benares - L'origine del male. Compongono la collana le seguenti pubblicazioni:
1. Il vampiro di Benares (volume unico, 20 marzo 2013) di Georges Bess (sceneggiatura e disegni).
2. Eloisa di Montfort (1 volume, 16 maggio 2013 - in corso) di Richard Marazano (sceneggiatura) e Alfonso Font (disegni).
3. Colby (volume unico, 24 luglio 2013) di Greg (sceneggiatura) e Michel Blanc-Dumont (disegni).
4. Catacombe (1 volume, 25 settembre 2013 - in corso) di Jack Manini (sceneggiatura) e Michel Chevereau (disegni).
5. I ribelli (volume unico, 27 novembre 2013) di Jean Dufaux (sceneggiatura) e Malès Marc (disegni).
6. Battaglia (volume unico, 22 gennaio 2014) di Roberto Recchioni (sceneggiatura) e Leomacs (disegni).
7. Garrett (volume unico, 27 marzo 2014) di Roberto Recchioni (sceneggiatura), Riccardo Burchielli (disegni), Cristiano Cucina (disegni) e Werther Dell'Edera (disegni).
8. Il grande potere del Chninkel (volume unico, 22 maggio 2014) di Jean Van Hamme (sceneggiatura) e Grzegorz Rosinski (disegni).
9. Milan K. (1 volume, 17 luglio 2014 - in corso) di Sam Timel (sceneggiatura) e Corentin (disegni).
10. Empire (1 volume, 18 settembre 2014 - in corso) di Jean-Pierre Pécau (sceneggiatura) e Igor Kordey (disegni).
11. Madison (volume unico, 25 novembre 2014) di Giuseppe Bazzani (sceneggiatura) e Werther Dell'Edera (disegni).
12. Fantomax (volume unico, 22 gennaio 2015) di Luigi Bernardi (sceneggiatura) e Onofrio Catacchio (disegni).
13. Dogma (1 volume, 21 marzo 2015 - in corso) di Stéphane Betbeder (sceneggiatura) ed Elia Bonetti (disegni).

### Serie Verde
La serie, contraddistinta dal dorso verde, è dedicata alla pubblicazione dei generi fantasy e sword and sorcery. Il formato è in stile bonellide (16x21). I disegni sono in bianco e nero o a colori. La paginatura è variabile. La serie ha esordito il 27 settembre 2013 con la pubblicazione della serie La Leggenda. Compongono la collana le seguenti pubblicazioni (il numero progressivo corrisponde a quello riportato sulla quarta di copertina e non alla numerazione indicata nel catalogo della casa editrice che presenta numerosi errori).
| N. | Titolo                           | Pubblicazione     | Soggetto e sceneggiatura | Disegni                                           |
| -- | -------------------------------- | ----------------- | ------------------------ | ------------------------------------------------- |
| 1  | La Leggenda 1                    | 27 settembre 2013 | Yves Swolfs              | Yves Swolfs                                       |
| 2  | La Leggenda 2                    | ottobre 2013      | Yves Swolfs              | Yves Swolfs                                       |
| 3  | La Leggenda 3                    | novembre 2013     | Yves Swolfs              | Yves Swolfs                                       |
| 4  | Millennium 1                     | 27 dicembre 2013  | Richard D. Nolane        | François Miville-Deschênes                        |
| 5  | Millennium 2                     | gennaio 2013      | Richard D. Nolane        | François Miville-Deschênes                        |
| 6  | Durandal 1                       | 19 febbraio 2014  | Nicolas Jarry            | Gwendal Lemercier                                 |
| 7  | Durandal 2                       | marzo 2014        | Nicolas Jarry            | Gwendal Lemercier                                 |
| 8  | Elias il Maledetto               | 24 aprile 2014    | Sylviane Corgiat         | Corrado Mastantuono                               |
| 9  | Wollodrïn 1                      | 22 maggio 2014    | David Chauvel            | Jérôme Lereculey                                  |
| 10 | Wollodrïn 2                      | giugno 2014       | David Chauvel            | Jérôme Lereculey                                  |
| 11 | I Cavalieri del Cielo 1          | luglio 2014       | Rodolphe                 | Michel Rouge e François Allott                    |
| 12 | I Cavalieri del Cielo 2          | agosto 2014       | Rodolphe                 | Michel Rouge e François Allott                    |
| 13 | I Cavalieri del Cielo 3          | settembre 2014    | Rodolphe                 | Michel Rouge e François Allott                    |
| 14 | Lancelot 1                       | 23 ottobre 2014   | Jean-Luc Istin           | Alexe                                             |
| 15 | Lancelot 2                       | novembre 2014     | Jean-Luc Istin           | Alexe                                             |
| 16 | Templari                         | 18 dicembre 2014  | Jean-Luc Istin           | Lucio Alberto Leoni, Mirko Colak, Emanuela Negrin |
| 17 | Magus                            | 22 gennaio 2015   | Cyrus                    | Annabel                                           |
| 18 | Galfalek 1                       | 18 febbraio 2015  | Jean-Charles Gaudin      | Franck Biancarelli, Laurence Quilici              |
| 19 | Galfalek 2                       | marzo 2015        | Jean-Charles Gaudin      | Franck Biancarelli, Laurence Quilici              |
| 20 | Ivanhoe                          | 17 aprile 2015    | Walter Scott, Yann       | Elías Sánchez                                     |
| 21 | Siorn                            | 19 maggio 2015    | Sébastien Viozat         | Morgann Tanco                                     |
| 22 | I Falchi dell'Outremer           | 16 giugno 2015    | Michael Alan Nelson      | Damian Couceiro                                   |
| 23 | Le Gesta dei Cavalieri Dragoni 1 | 14 luglio 2015    | ANGE                     | Philippe Briones, Alberto Varanda                 |
| 24 | Le Gesta dei Cavalieri Dragoni 2 | agosto 2015       | ANGE                     | Sylvain Guinebaud, Philippe Briones               |
| 25 | Le Gesta dei Cavalieri Dragoni 3 | settembre 2015    | ANGE                     | Christian Paty, Laurent Sieurac                   |
| 26 | La Guerra di Troia 1             | 20 ottobre 2015   | Nicolas Jarry            | ?                                                 |
| 27 | Erik il Rosso                    | 17 novembre 2015  | Jean-François Di Giorgio | Laurent Sieurac                                   |
| 28 | Wollodrïn 3                      | 22 maggio 2014    | David Chauvel            | Jérôme Lereculey                                  |
| 29 | Ravermoon                        | 21 gennaio 2016   | Sylvain Cordurié         | Leo Pilipovic                                     |
| 30 | Le Gesta dei Cavalieri Dragoni 4 | febbraio 2016     | ANGE                     | Thierry Démarez, Fabrice Maddour                  |
| 31 | Le Gesta dei Cavalieri Dragoni 5 | marzo 2016        | ANGE                     | Francisco Ruizgé, Edouard Guiton                  |
| 32 | Le Gesta dei Cavalieri Dragoni 6 | aprile 2016       | ANGE                     | Looky, Brice Cossu                                |
| 33 | Redenzione                       | 19 maggio         | Nicolas Tackian          | Lajos Farcas                                      |
| 34 | Sogni                            | 17 giugno 2016    | Denis-Pierre Filippi     | Terry Dodson                                      |
| 35 | La Guerra di Troia 2             | luglio 2016       | Nicolas Jarry            | ?                                                 |
| 36 | Loki                             | 25 agosto 2016    | Dobbs                    | Benjamin Loirat                                   |
| 37 | Merlin 1                         | 22 settembre 2016 | Jean-Luc Istin           | Eric Lambert                                      |
| 38 | Merlin 2                         | ottobre 2016      | Jean-Luc Istin           | Eric Lambert                                      |
| 39 | Merlin 3                         | novembre 2016     | Jean-Luc Istin           | Eric Lambert                                      |
| 40 | Termite Bianca 1                 | dicembre 2016     | Marco Bianchini          | Patrizio Evangelisti                              |
| 41 | Mjöllnir                         | 19 gennaio 2017   | Olivier Peru             | Pierre-Denis Goux                                 |
| 42 | Termite Bianca 2                 | febbraio 2017     | Marco Bianchini          | Patrizio Evangelisti                              |
| 43 | Solomon Kane                     | 16 marzo 2017     | Scott Allie              | Mario Guevara                                     |
| 44 | Kull di Valusia                  | 20 aprile 2017    | David Lapham             | Gabriel Guzman                                    |
| 45 | Nine Stones 1                    | 25 maggio 2017    | Sara Spano               | Sara Spano                                        |
| 46 | Nine Stones 2                    | giugno 2017       | Sara Spano               | Sara Spano                                        |
| 47 | Sirens                           | 27 luglio         | George Pérez             | George Pérez                                      |
| 48 | Asgard                           | 24 agosto 2017    | Xavier Dorison           | Ralph Meyer                                       |
| 49 | Odino                            | 21 settembre 2017 | Nicolas Jarry            | Ewan Seure-Le-Bihan                               |
| 50 | Jeremiah 1                       | 19 ottobre 2017   | Hermann Huppen           | Hermann Huppen                                    |

### Collana Color
La collana si contraddistingue dalle precedenti per la completa colorazione delle pagine ed è dedicata alla pubblicazione del genere western. Il formato è 19x27. I disegni sono a colori. La paginatura ha unità variabile tra le 48 e le 64 unità (solitamente un episodio per ogni albo). Tale collana ha esordito il 20 settembre 2013 con la pubblicazione della serie Wanted. La compongono le seguenti pubblicazioni:
1. Wanted (5 volumi, 20 settembre 2013 - in corso) di Simon Rocca (sceneggiatura), Thierry Girod (disegni) e Jocelyne Charrance (colori).
2. Jonathan Cartland (volume unico[3], 25 febbraio 2014) di Laurence Harlé (sceneggiatura), Michel Blanc-Dumont (disegni) e Claudine Blanc-Dumont (colori).
3. Western (volume unico, 27 marzo 2014) di Jean Van Hamme (sceneggiatura) e Grzegorz Rosinski (disegni e colori).
4. Deadline (volume unico, 29 aprile 2014) di Laurent-Frédéric Bollée (sceneggiatura) e Christian Rossi (disegni e colori).
5. Australia - Down Under (3 volumi, 27 maggio 2014 - in corso) di Nathalie Sergeef (sceneggiatura), Fabio Pezzi (disegni) e Jean-Jacques Chagnaud (colori).
6. Juarez (volume unico, 24 giugno 2014) di Nathalie Sergeef (sceneggiatura) e Corentin (disegni e colori).
7. Wyoming Doll (volume unico, 26 agosto 2014) di Franz (sceneggiatura, disegni e colori).
8. Rio (4 volumi, 23 settembre 2014 - 22 dicembre 2014) di Doug Wildey (sceneggiatura, disegni e colori).
9. Colorado (4 volumi, 26 febbraio 2015 - in corso) di Jean-Yves Mitton (sceneggiatura), Georges Ramaïoli (sceneggiatura, disegni e colori), Jocelyne Charrance (colori) e Faro (colori).
10. Comanche (volume unico[4], 28 aprile 2015) di Greg (sceneggiatura) e Hermann (disegni).

### Collana Grigia
La collana, contraddistinta dal dorso grigio, è dedicata alla pubblicazione di miniserie di vario genere già concluse non più pubblicate in Italia da tempo. Il formato è in stile bonellide (16x21). I disegni sono in bianco e nero. La paginatura ha unità variabile (solitamente tre o più episodi per ogni albo). Tale collana ha esordito il 19 febbraio 2014 con la pubblicazione della miniserie Hans. Compongono la collana le seguenti pubblicazioni:
1. Hans (4 volumi, 19 febbraio 2014 - 21 agosto 2014) di André-Paul Duchâteau (sceneggiatura), Grzegorz Rosinski (disegni) e Kas (disegni).
2. I naufraghi del tempo (3 volumi, 18 dicembre 2014 - 26 febbraio 2015) di Jean-Claude Forest (sceneggiatura) e Paul Gillon (sceneggiatura e disegni).
3. Neve (2 volumi, 22 aprile 2015 - in corso) di Didier Convard (sceneggiatura) e Gine (disegni).

### Collana Color Extra
La collana si contraddistingue dalle precedenti per la completa colorazione delle pagine ed è dedicata alla pubblicazione del genere fantastico. Il formato è 19x27. I disegni sono a colori. La paginatura ha unità variabile tra le 48 e le 64 unità (solitamente un episodio per ogni albo). Tale collana ha esordito il 10 marzo 2014 con il volume Fontainebleau. Compongono la collana le seguenti pubblicazioni:
1. Fontainebleau (volume unico, 10 marzo 2014) di Christophe Bec (sceneggiatura), Alessandro Bocci (disegni) e Delphine Rieu (colori).
2. Mortemer (volume unico, 15 aprile 2014) di Valérie Mangin (sceneggiatura) e Mario Alberti (disegni e colori).
3. Luna d'argento (volume unico, 13 maggio 2014) di Éric Hérenguel (sceneggiatura, disegni e colori).
4. Il crepuscolo degli Dei (4 volumi, 10 giugno 2014 - in corso) di Jean-Luc Istin (sceneggiatura), Nicolas Jarry (sceneggiatura), Gwendal Lemercier (disegni), Djief (disegni e colori), Joël Mouclier (colori) e Olivier Héban (colori).
5. 3 leggende (3 volumi, 9 settembre 2014 - 14 novembre 2014) di Mathieu Gabella (sceneggiatura) e Paolo Martinello (disegni e colori).
6. Maori (1 volume, 11 gennaio 2015 - in corso) di Caryl Férey (sceneggiatura), Giuseppe Camuncoli (disegni) e Stéphane Richard (colori).
7. Cacciatori di morte (1 volume, 13 marzo 2015 - in corso) di Denis Bajram (sceneggiatura), Valérie Mangin (sceneggiatura) e Jean-Michel Ponzio (disegni e colori).

### Collana Color USA
La collana si contraddistingue dalle precedenti per la completa colorazione delle pagine ed è dedicata alla pubblicazione di grandi fumetti d'autore. Il formato è 19x27. I disegni sono a colori. La paginatura ha unità variabile tra le 48 e le 64 unità (solitamente un episodio per ogni albo). Tale collana ha esordito l'8 aprile 2014 con la pubblicazione della serie Juan Solo. Compongono la collana le seguenti pubblicazioni:
1. Juan Solo (4 volumi, 8 aprile 2014 - 1º luglio 2014) di Alejandro Jodorowsky (sceneggiatura), Georges Bess (disegni) e Guillaume Bess (colori).
2. Leo Roa (2 volumi, 5 agosto 2014 - 2 settembre 2014) di Juan Giménez (sceneggiatura, disegni e colori).
3. Le luci dell'Amalou (5 volumi, 9 ottobre 2014 - 6 febbraio 2015) di Christophe Gibelin (sceneggiatura) e Claire Wendling (disegni e colori).
4. Le armi del Meta-Barone (volume unico, 4 marzo 2015) di Alejandro Jodorowsky (sceneggiatura), Travis Charest (disegni e colori) e Zoran Janjetov (disegni e colori).
5. L'Incal (3 volumi, 9 aprile 2015 - in corso) di Alejandro Jodorowsky (sceneggiatura), Moebius (disegni), Yves Chaland (colori) e Isabelle Beaumenay-Joannet (colori).

### Collana Books
La collana si contraddistingue dalle precedenti per la curata qualità editoriale ed è dedicata ai grandi classici del fumetto in edizione integrale destinati alle librerie. Il formato è un cartonato di 28,5x26. I disegni sono a colori. La paginatura ha unità variabile. Tale collana ha esordito il 14 aprile 2014 con la pubblicazione della serie Flash Gordon. Compongono la le seguenti pubblicazioni:
1. Flash Gordon[7] (3 volumi, 14 aprile 2014 - 31 ottobre 2014) di Alex Raymond.

### Collana Almanacco
La collana si contraddistingue dalle precedenti per la pubblicazione di opere alternative autoconclusive. Il formato è variabile. I disegni sono a colori e talvolta in bianco e nero. La paginatura ha unità variabile. Tale collana ha esordito il 30 aprile 2014 con la pubblicazione del volume Ayrton Senna. Compongono la collana le seguenti pubblicazioni:
1. Ayrton Senna (serie contenuta nella sotto-collana Leggende dello sport a fumetti, volume unico, 30 aprile 2014) di Lionel Froissart (sceneggiatura), Robert Paquet (disegni), Christian Papazoglakis (disegni) e Tanja Cinna (colori).
2. La legge del deserto (volume unico, 28 giugno 2014) di Louis L'Amour (sceneggiatura), Beau L'Amour (sceneggiatura), Catherine Nolan (disegni), Charles Santino (disegni) e Thomas Yeats (disegni).
3. Fabian Gray - Five Ghosts (volume unico, 28 agosto 2014) di Frank J. Barbiere (sceneggiatura), Chris Mooneyham (disegni) e S.M. Vidaurri (colori).
4. Erinni (2 volumi, 28 ottobre 2014 - 22 dicembre 2014) di Ade Capone (sceneggiatura) e Luca Panciroli (disegni).
5. Viking (volume unico, 17 febbraio 2015) di Ivan Brandon (sceneggiatura) e Nic Klein (disegni e colori).
6. Le cronache degli immortali (2 volumi, 17 aprile 2015 - in corso) di Benjamin Von Eckartsberg (sceneggiatura), Thomas Von Kummant (disegni e colori) e Chaiko (disegni e colori).

### Collana Pocket
La collana si contraddistingue dalle precedenti per la pubblicazione di romanzi western; successivamente è divenuta una collana ombrello. Il formato è 12,5x19,7 per i romanzi e variabile per i fumetti. I disegni sono a colori. La paginatura ha unità variabile. Tale collana ha esordito il 27 maggio 2014 con il volume West Texas Kill. Compongono la collana le seguenti pubblicazioni: 
1. West Texas Kill (volume contenuto nella sotto-collana Collezione Eldorado - I grandi romanzi western, romanzo, 27 maggio 2014) di Johnny Boggs.
2. Il confine della vendetta (volume contenuto nella sotto-collana Collezione Eldorado - I grandi romanzi western, romanzo, 24 giugno 2014) di Ralph Compton.
3. Il risveglio del serpente (volume contenuto nella sotto-collana Collezione Eldorado - I grandi romanzi western, romanzo, luglio 2014) di Ralph Compton.
4. Il sentiero della morte (volume contenuto nella sotto-collana Collezione Eldorado - I grandi romanzi western, romanzo, 26 agosto 2014) di Frank Leslie.
5. Winter World (volume unico, 25 novembre 2014) di Chuck Dixon (sceneggiatura) e Jorge Zaffino (disegni).
6. Kor-One (volume unico, 22 dicembre 2014) di Ade Capone (sceneggiatura) e Roberto De Angelis (disegni).
7. Prophet (4 volumi, 26 gennaio 2015 - 25 aprile 2015) di Xavier Dorison (sceneggiatura), Patrick Pion (sceneggiatura), Mathieu Lauffray (sceneggiatura, disegni e colori), Éric Henninot (disegni) e Anthony Simon (colori).
8. Winter World (2 volumi, 26 maggio 2015 - in corso) di Chuck Dixon (sceneggiatura), Butch Guice (disegni) e Diego Rodriguez (colori).

### Collana Marrone
La collana, contraddistinta dal dorso marrone, dapprima denominata Weird Tales, è dedicata alla pubblicazione di rivisitazioni di personaggi letterari dell'800. Il formato è in stile bonellide (16x21). I disegni sono in bianco e nero. La paginatura si aggira all'incirca sulle 100 unità (solitamente due episodi per ogni albo). Tale collana ha esordito il 17 gennaio 2015 con la pubblicazione del volume Sherlock Holmes e i vampiri di Londra. Compongono la collana le seguenti pubblicazioni:
1. Sherlock Holmes e i vampiri di Londra (volume unico, 17 gennaio 2015) di Sylvain Cordurié (sceneggiatura) e Laci (disegni).
2. Mister Hyde contro Frankenstein (volume unico, 12 febbraio 2015) di Dobbs (sceneggiatura) e Antonio Marinetti (disegni).
3. Grandi antichi (volume unico, 12 marzo 2015) di Jean-Marc Lainé (sceneggiatura) e Bojan Vukic (disegni).
4. 20.000 secoli sotto i mari (volume unico, 16 aprile 2015) di Richard D. Nolane (sceneggiatura) e Patrick A. Dumas (disegni).
5. Scotland Yard (volume unico, 14 maggio 2015) di Dobbs (sceneggiatura) e Stéphane Perger (disegni).
6. Sherlock Holmes e il Necronomicon (volume unico, 11 giugno 2015) di Sylvain Cordurié (sceneggiatura) e Laci (disegni).

### Collana Paperback
La collana si contraddistingue dalle precedenti per essere dedicata alla pubblicazione del genere d'avventura storica. Il formato è in stile bonellide (16x21). I disegni sono in bianco e nero. La paginatura si aggira all'incirca sulle 100 unità (solitamente due episodi per ogni albo). Tale collana ha esordito il 12 febbraio 2015 con il volume Ramiro - La reconquista. Compongono la collana le seguenti pubblicazioni:
1. Ramiro - La reconquista (5 volumi, 12 febbraio 2015 - in corso) di Jacques Stoquart (sceneggiatura) e William Vance (sceneggiatura e disegni).

### Collana Gli Albi della Cosmo
La collana si contraddistingue dalle precedenti per la pubblicazione di una selezione di produzioni recenti del fumetto italiano. Il formato è in stile bonellide (16x21). I disegni sono in bianco e nero. La paginatura ha unità variabile. Tale collana ha esordito il 24 febbraio 2015 con il volume Requiem. Compongono la collana le seguenti pubblicazioni:
1. Requiem (volume unico, 24 febbraio 2015) di Ade Capone (sceneggiatura), Paolo Bisi (disegni) e Alfredo Orlandi (disegni).
2. Erinni II (2 volumi, 22 aprile 2015 - 16 giugno 2015) di Ade Capone (sceneggiatura) e Michele Cropera (disegni).

### Collana Arancione
La collana, contraddistinta dal dorso arancione, è dedicata alla pubblicazione di storie incentrate sulla teoria del complotto e sull'esoterismo. Il formato è in stile bonellide (16x21). I disegni sono a colori. La paginatura si aggira all'incirca sulle 100 unità (solitamente due episodi per ogni albo). Tale collana ha esordito il 2 aprile 2015 con la pubblicazione della serie L'ordine del Caos. Compongono la collana le seguenti pubblicazioni:
1. L'ordine del Caos (2 volumi, 2 aprile 2015 - in corso) di Sophie Ricaume (sceneggiatura), Damien Perez (sceneggiatura), Bruno Rocco (disegni), Éric Albert (disegni), Alexis Alexander (disegni), Geto (disegni e colori), Claudia Chec (colori) e Christophe Araldi (colori).
2. L'uomo dell'anno (1 volume, 4 giugno 2015 - in corso) di Jean-Pierre Pécau (sceneggiatura), Fred Blanchard (sceneggiatura), Éric Corbeyran (sceneggiatura), Fred Duval (sceneggiatura), Horne (disegni), Mr Fab (disegni e colori) e Vincent Froissard (colori).

### Collana Noir
La collana si contraddistingue dalle precedenti per la pubblicazione del genere noir. Il formato è in stile fumetto nero italiano (12x17). I disegni sono in bianco e nero. La paginatura ha unità variabile. Tale collana ha esordito il 30 aprile 2015 con la serie Battaglia. Compongono la collana le seguenti pubblicazioni:
1. Battaglia (10 volumi, 30 aprile 2015 - in corso) di Roberto Recchioni (sceneggiatura), Michele Monteleone (sceneggiatura), Giulio Antonio Gualtieri (sceneggiatura), Fabrizio Des Dorides (disegni) e Ryan Lovelock (disegni).

### Cosmo Comics
Cosmo Comics  è una collana per fumetteria dell’Editoriale Cosmo. 
Essa ha periodicità irregolare e una foliazione variabile tra le 96 e le 272 pagine). Gli albi sono di formato 17x26 cm, brossurati; alcuni sono in bianco e nero, altri a colori.
La collana ha esordito il 4 maggio 2017 con la pubblicazione di “Storia di cani” di Giuseppe Ferrandino e Giancarlo Caracuzzo.